# Bokermannohyla ibitiguara
Bokermannohyla ibitiguara är en groddjursart som först beskrevs av Cardoso 1983.  Bokermannohyla ibitiguara ingår i släktet Bokermannohyla och familjen lövgrodor. IUCN kategoriserar arten globalt som otillräckligt studerad. Inga underarter finns listade.